# Drino curepei
Drino curepei är en tvåvingeart som beskrevs av Thompson 1966. Drino curepei ingår i släktet Drino och familjen parasitflugor. Inga underarter finns listade i Catalogue of Life.